# Gujjepalli, Bagepalli
Gujjepalli là một làng thuộc tehsil Bagepalli, huyện Kolar, bang Karnataka, Ấn Độ.